# International Coalition to Ban Uranium Weapons
Die International Coalition to Ban Uranium Weapons, kurz  ICBUW, ist eine internationale Vereinigung zur Ächtung von Waffen mit Uranmunition, die erhebliche längerfristige, negative gesundheitliche Auswirkung auf den Menschen hat und umwelttoxisch ist. Unterstützer der International Coalition to Ban Uranium Weapons sind die IPPNW und die International Association of Lawyers against Nuclear Arms. Die ICBUW wurde im Jahr 2003 in Berlaar, Belgien, gegründet. Seit 2005 sitzt sie im Wirtschafts- und Sozialrat der Vereinten Nationen.

## Ziele
Das Hauptanliegen der Organisation ist die langfristigste, vollständige und weltweite Abschaffung von Waffen mit angereichtem Uran, Unterstützung von Opfern und Beseitigung von Umweltfolgen durch Uranmunition. Um diese Ziele zu erreichen, versucht die ICBUW die verschiedenen internationalen Partner wie NGOs, Parlamente und Privatpersonen unter einem Dach zu vereinen und die Öffentlichkeit über die Gefährlichkeit von Uranmunition mit Workshops, Filmvorführungen u. ä. zu informieren. Daneben betreibt sie politische Lobbyarbeit, um diese Ziele zu erreichen.